# Shuri-ryū
Il karate Shuri-ryū (首里流?) è un eclettico sistema di arti marziali sviluppato da Robert Trias (1923-1989), che fu la prima persona ad insegnare karate nel territorio degli Stati Uniti e che aprì il primo dojo, nel 1946, a Phoenix in Arizona. Successivamente, nel 1948, formò la prima associazione di karate degli Stati Uniti, la United States Karate Association (USKA). La USKA divenne una delle più grandi associazioni di karate del paese; fra i suoi membri figurano quasi tutti i migliori istruttori di karate della prima generazione.. Lo stile Shuri-ryū è insegnato negli Stati Uniti, parte dell'Europa, nel Sud America ed è correlato agli altri stili Trias di karate come Shōrei-Gōjū-ryū, Shōrei ryū e Shōrei-kai.

## Gradi
Lo stile Shuri-ryū, come la maggior parte dei sistemi arti marziali, utilizza un sistema di cinture per designare il grado. Il grado appropriato viene assegnato quando lo studente dimostra un certo livello di conoscenza durante l'esecuzione delle tecniche: kata, ecc. Il sistema dei gradi, come enunciato nel "The Pinnacle of Karate" si Trias, è il seguente:
- Bianca (hachikyu)
- Gialla (shichikyu)
- Blue (rokyu)
- Verde (gokyu)
- Porpora (yonkyu)
- Marrone (sankyu, nikyu, ikkyu)
- Nera (shodan through judan)

Ad ogni livello, l'allievo dovrà inoltre superare un rigoroso requisito fisico prima di effettuare le prove tecniche. A questo scopo si utilizzano prove quali la corsa per una o due miglia (sopra la verde = 1 miglio, viola e oltre = 2 miglia), il sollevamento di pesi di 10 o 15 lb di peso 75 volte sopra la testa (a seconda del sesso), l'esecuzione di 500-1000 calci frontali, e varie tecniche di mano.